# Hiéroglyphe égyptien A49

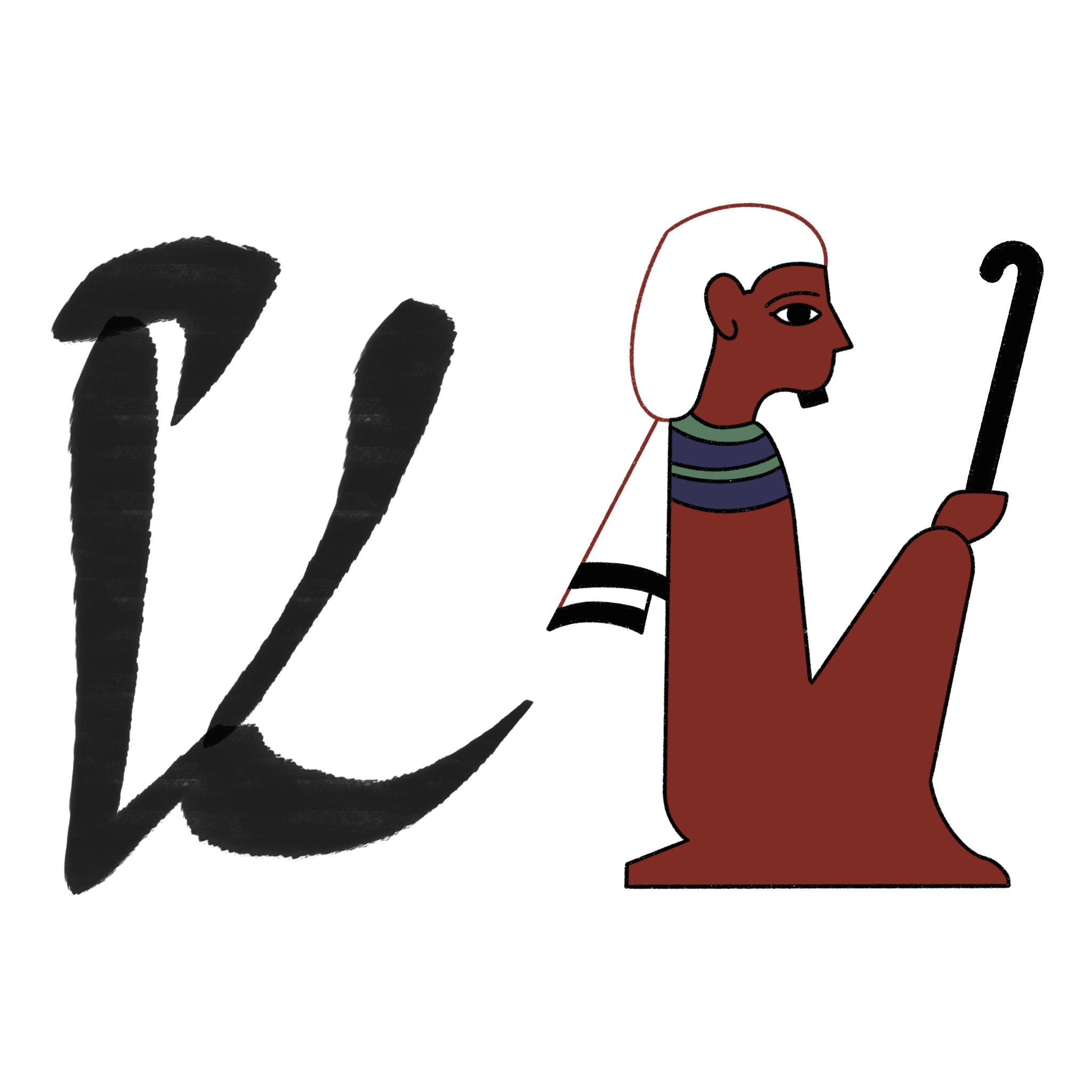
Version hiératique et hiéroglyphique

Le hiéroglyphe égyptien A49 (homme assis tenant un bâton), est classifié dans la section A « L'Homme et ses occupations » de la liste de Gardiner ; il y est noté A49.

## Représentation
Il représente un homme (Syrien ?) assis, vêtu d'un manteau, portant généralement un khat et tenant un petit bâton recourbé. 

## Utilisation
C'est un déterminatif de termes désignant un peuple étranger.
Il ne doit pas être confondu avec les hiéroglyphes :
| A47 |

| A47 |

| A48 |

| A48 |

## Exemples de mots
| T14 | A | w | A49 | Z3 |

| T14 | A | w | A49 | Z3 |

| Hr · r | w | S · a | Z4 · N33B | A49 | Z3 |

| Hr · r | w | S · a | Z4 · N33B | A49 | Z3 |

| O28 | O28 | O28 | Aa32 | G4 | A49 | A49 | A49 |

| O28 | O28 | O28 | Aa32 | G4 | A49 | A49 | A49 |